# 雪崩光電二極管
雪崩光电二极管(APD)(又稱累崩光電二極體或崩潰光二极体)是一种半导体光检测器，其原理类似于光电倍增管。在加上一个较高的反向偏置电压后（在硅材料中一般为100-200 V），利用电离碰撞（雪崩击穿）效应，可在APD中获得一个大约100的内部电流增益。某些硅APD采用了不同于传统APD的掺杂等技术，允许加上更高的电压(>1500 V)而不致击穿，从而可获得更大的增益(>1000)。一般来说，反向电压越高，增益就越大。APD倍增因子M的计算公式很多，一个常用的公式为
{\displaystyle M={\frac {1}{1-\int _{0}^{L}\alpha (x)\,dx}}}
其中L是电子的空间电荷区的长度，而{\displaystyle \alpha \,}是电子和空穴的倍增系数，该系数取决于场强、温度、掺杂浓度等因素。由于APD的增益与反向偏置和温度的关系很大，因此有必要对反向偏置电压进行控制，以保持增益的稳定。雪崩光电二极管的灵敏度高于其它半导体光电二极管。
为获得更高的增益（105–106），某些APD可以工作在反向电压超出击穿电压的区域。此时，必须对APD的信号电流加以限制并迅速将其清为零，为此可采用各种主动或被动的电流清零技术。这种高增益的工作方式称为Geiger方式，它特别适用于对单个光子的检测，只要暗计数率足够低。
APD主要用于激光测距机和长距离光纤通信，此外也开始被用于正电子断层摄影和粒子物理等领域 。APD阵列也已被商业化。
APD的用途取决于许多性能指标。主要的几个性能指标为量子效率（表示APD吸收入射光子并产生原始载流子的效率）和总漏电流（为暗电流、光电流与噪声之和）。暗电噪声包括串联和并联噪声，其中串联噪声为霰彈噪声，它大致正比于APD的电容，而并联噪声则与APD的体暗电流和表面暗电流的波动有关。此外，还存在用噪声系数F表示的超额噪声，它是随机的APD倍增过程中所固有的统计噪声。

## 材料
理论上，在倍增区中可采用任何半导体材料：
- 硅材料适用于对可见光和近红外线的检测，且具有较低的倍增噪声（超额噪声）。
- 锗(Ge)材料可检测波长不超过1.7µm的红外线，但倍增噪声较大。
- InGaAs材料可检测波长超过1.6µm的红外线，且倍增噪声低于锗材料。它一般用作异构(heterostructure)二极管的倍增区。该材料适用于高速光纤通信，商用产品的速度已达到10Gbit/s或更高。
- 氮化镓二极管可用于紫外线的检测。
- HgCdTe二极管可检测红外线，波长最高可达14µm，但需要冷却以降低暗电流。使用该二极管可获得非常低的超额噪声。

## 超额噪声
如前所述，超额噪声是由倍增过程产生的噪声，它与倍增过程的增益M有关，记作F(M)，一般可用下式计算：
{\displaystyle F=\kappa M+(2-{\frac {1}{M}})(1-\kappa )}
其中{\displaystyle \kappa \,}为空穴与电子的碰撞电离率之比，在电子倍增器件中定义为空穴碰撞电离率除以电子碰撞电离率的比值。一般希望两个碰撞电离率的差别尽可能大，以减小F(M)，因为F(M)是决定最高能量解析度等性能指标的主要因素之一。

### 学术网站
- Zener and avalanche diodes
- Noise processes （页面存档备份，存于） - Malvin Teich personal bibliography

### 商业网站
- User's Guide Perkin-Elmer Corporation
- Judson Germanium APD
- Characteristics and use of Si APD (Avalanche Photodiode) Hamamatsu Photonics
- Recent Progress of Photosensor Hamamatsu Photonics